# 존 오셰이
존 프랜시스 오셰이(영어: John Francis O'Shea, [발음]oʊʃeɪ, 1981년 4월 30일, 아일랜드 워터퍼드 ~ )는 아일랜드의 전 축구 선수로, 주로 왼쪽/오른쪽 풀백을 비롯하며, 중앙 미드필더, 중앙 수비의 역할을 맡았다. 맨체스터 유나이티드에서 골키퍼를 맡은 적이 있다.

## 클럽 경력
존 오셰이는 2007년 2월 4일 토트넘 홋스퍼전에서 에드윈 판 데르 사르가 코뼈가 부러지는 부상을 당하자 에드윈 판 데르 사르 대신에 골키퍼로 출전하였다. 이 경기에서 그는 멀티 플레이어의 기량을 마음껏 보여 주었으며 로비 킨의 득점 찬스를 모두 막아 내었다. 그리고 몇 달 뒤 앤필드에서 벌어진 리버풀전에서는 웨인 루니를 대신해 교체 투입되어 경기 종료 직전에 결승골을 넣었다. 이후 에버턴와의 경기에서 맨체스터 유나이티드가 4-2 대역전승을 거두는 데 큰 공헌을 하였다.

## 수상
- 프리미어리그 (3) - 2002-03, 2006-07, 2007-08, 2008-09
- FA 컵 (1) - 2004
- 칼링 컵 (3) - 2005-06, 2008-09, 2009-10
- UEFA 챔피언스리그 (2) - 1998-1999, 2007-08
- FA 커뮤니티 실드 (3) - 2003, 2007, 2008
- FIFA 클럽 월드컵 (1) - 2008

## 같이 보기
- A매치 100경기 이상 출전한 축구 선수 명단